# Petäjäsaari (ö i Finland, Norra Karelen, Joensuu, lat 62,81, long 30,84)
Petäjäsaari är en ö i Finland. Den ligger i vattendraget Koitajoki och i kommunen Ilomants i den ekonomiska regionen  Joensuu ekonomiska region  och landskapet Norra Karelen, i den sydöstra delen av landet, 400 km nordost om huvudstaden Helsingfors. Öns area är 4 hektar och dess största längd är 390 meter i sydöst-nordvästlig riktning.